# Phong Montpellier
Phong Montpellier (danh pháp khoa học: Acer monspessulanum) là một loài thực vật có nguồn gốc từ vùng Địa Trung Hải từ Morocco và Bồ Đào Nha ở phía tây, Thổ Nhĩ Kỳ, Syria, Liban và Palestine ở phía đông và phía bắc dãy núi Jura ở Pháp và Eifel ở Đức..

## Mô tả
Phong Montpellier là loài cây bụi nhiều nhánh rụng l có chiều cao lên đến 10–15 m (ít khi đến 20 m). Thân cây có đường kính lên đến 75 cm, mịn màng, vỏ cây màu xám đen tối ở những cây non, trở nên nứt mịn trên cây cổ thụ. Trong số các loài phong tương tự có thể dễ dàng phân biệt bởi lá ba thùy nhỏ, dài 3–6 cm và rộng 3–7 cm, màu xanh đậm bóng, đôi khi như da, và với rìa mịn, với cuống lá 2–5 cm. Những chiếc lá rơi rất muộn vào cuối mùa thu, thường vào tháng 10. Hoa nở vào mùa xuân, rủ xuống, màu vàng đến trắng ngù dài 2–3 cm. Quản samara dài 2–3 cm hạt nhỏ tròn.

### Phân loài

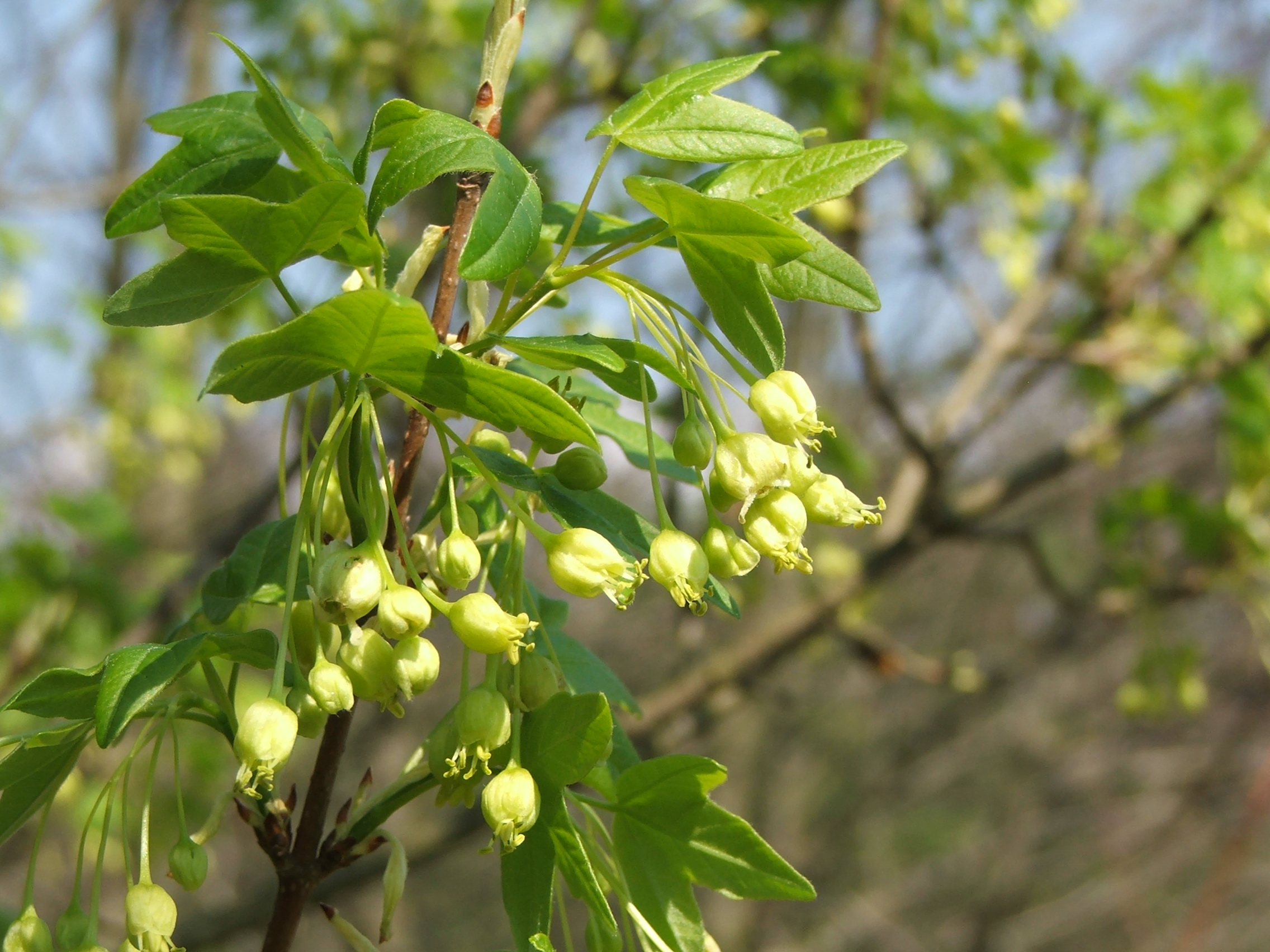
Hoa và lá vào mùa xuân

Loài này có nhiều phân loài và thứ đã được mô tả, nhưng chỉ một vài phân loài được chấp nhận rộng rãi, phải kể đến là Acer monspessulanum subsp. microphyllum (Boiss.) Bornmueller, ở Thổ Nhĩ Kỳ và Lebanon, phân loài này có lá nhỏ hơn bề rộng không quá 3 cm.
Loài này có thể bị nhầm lẫn với Acer campestre, một loài phong khác bản địa của châu Âu, với điểm khác biệt nhất là nhựa trong trên lá (trong khi đó loài Acer campestre có màu trắng sữa), và góc giữa hai cách hẹp hơn nhiều.

## Hình ảnh

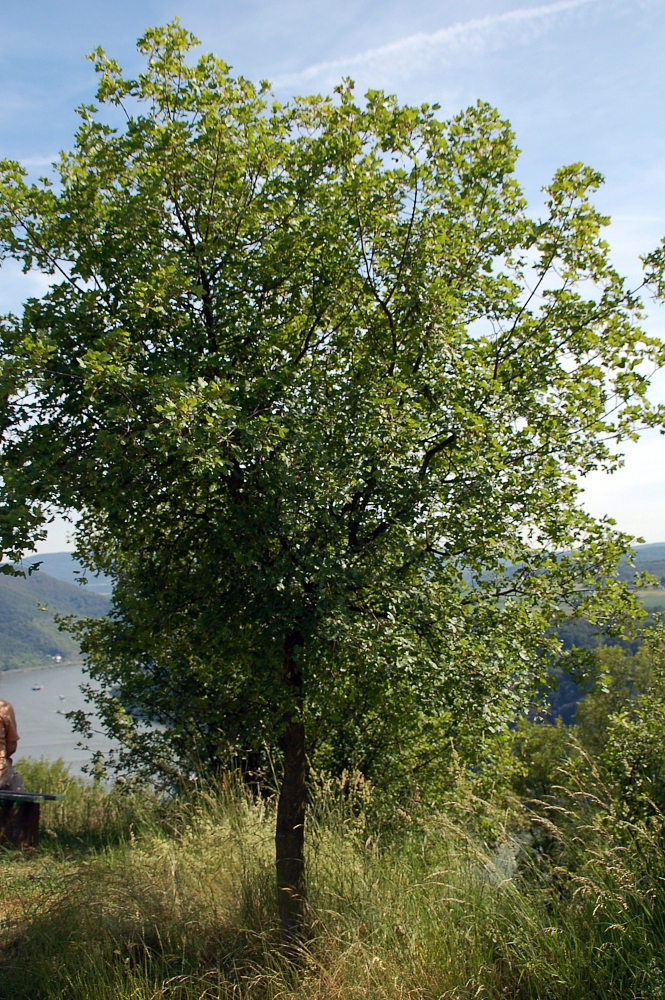
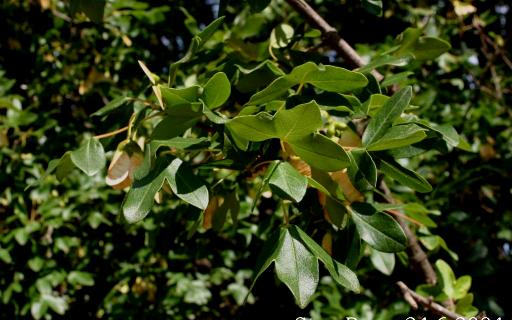
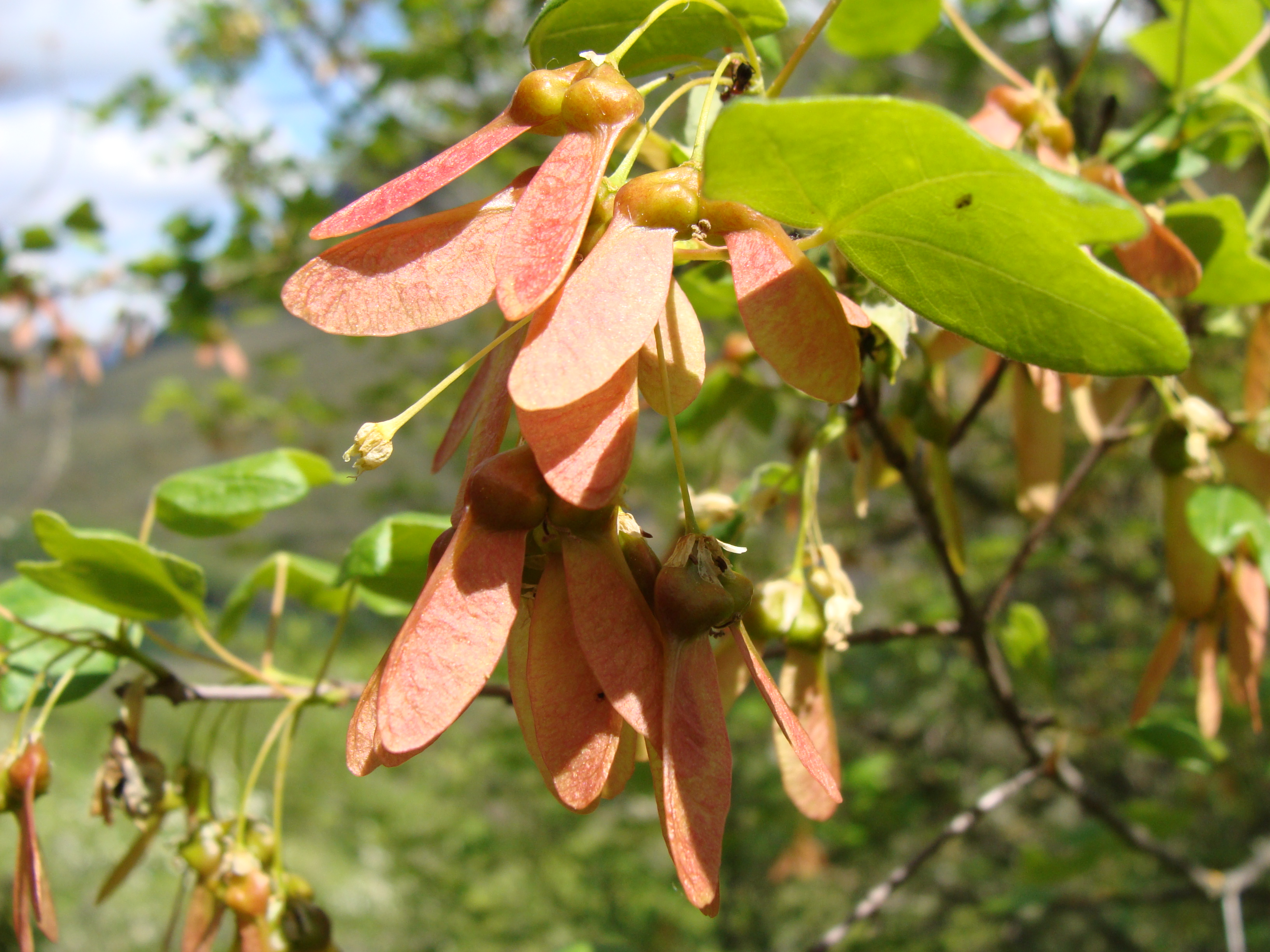
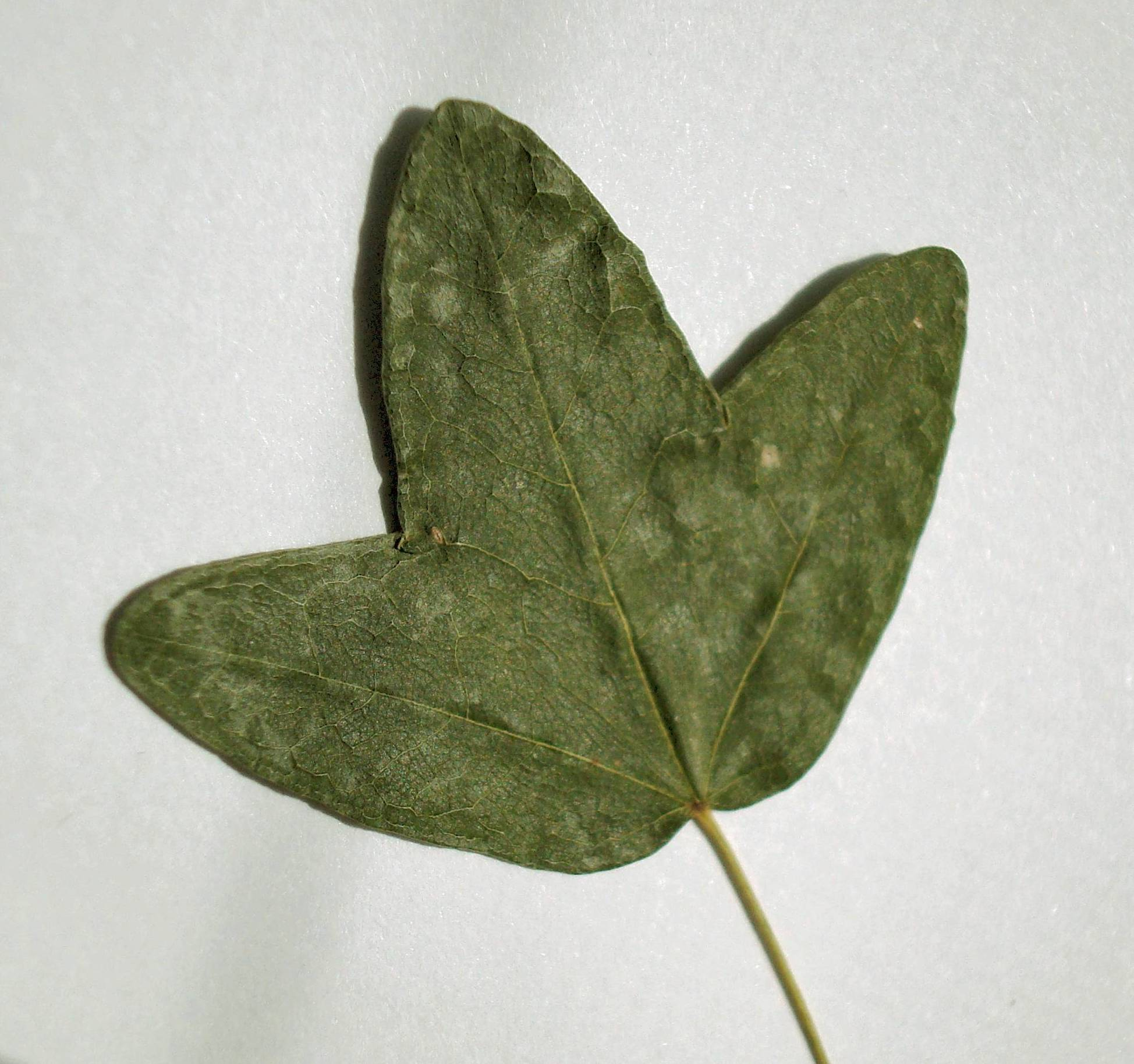